# کرت
کِرِت (یونانی: Κρήτη Kríti; ترکی عثمانی: گرید، Girit; لاتین: Candia,Creta) یا اقریطس در منابع کهن عربی بزرگ‌ترین جزیره یونان است که ۸٬۳۳۶ کیلومتر مربع پهناوری دارد و پنجمین جزیره بزرگ دریای مدیترانه نیز است. کرت کانون تمدن مینوسی‌ها کهنترین تمدن اروپا بوده است.
کرِت، هشتاد و هشتمین جزیره بزرگ جهان است. این جزیره در حدود ۱۰۰ کیلومتری جنوب شبه‌جزیره پلوپونز و ۳۰۰ کیلومتری جنوب‌غربی آناتولی قرار دارد و از غرب به شرق ۲۶۰ کیلومتر امتداد دارد، اما از شمال به جنوب باریک است. مساحت آن ۸٬۴۵۰ کیلومتر مربع و خط ساحلی آن ۱٬۰۴۶ کیلومتر است. این جزیره از شمال به دریای اژه و از جنوب به دریای لیبی محدود می‌شود. کرِت به همراه جزایر اطراف آن، منطقه کرِت را تشکیل می‌دهد که جنوبی‌ترین واحد اداری یونان است و جمعیت آن در سال ۲۰۲۱ برابر با ۶۲۴٬۴۰۸ نفر بوده است. هراکلیون، واقع در ساحل شمالی، پایتخت و بزرگ‌ترین شهر این جزیره است.
کرِت مرکز اولین تمدن پیشرفته اروپا، یعنی تمدن مینوسی‌ها، از سال ۲۷۰۰ تا ۱۴۲۰ قبل از میلاد بود. پس از آن، این جزیره توسط میسنی‌ها، رومی‌ها، بیزانسی‌ها، اعراب، ونیزی‌ها و عثمانی‌ها اداره می‌شد. کرِت در سال ۱۸۹۸ از عثمانی‌ها استقلال یافت و در دسامبر ۱۹۱۳ به یونان پیوست. این جزیره عمدتاً کوهستانی است و بلندترین نقطه آن کوه ایدا (Mount Ida) است. کوه‌های سفید (White Mountains) و دره ساماریا (Samaria Gorge) از ویژگی‌های برجسته آن هستند. اقتصاد و میراث فرهنگی کرِت برای یونان بسیار مهم است و گردشگری نقش عمده‌ای در آن ایفا می‌کند. این جزیره دارای دو فرودگاه بین‌المللی در هراکلیون و خانیا (Chania) و یک فرودگاه کوچک‌تر در سیتیا (Sitia) است.
آب‌وهوای کرِت عمدتاً مدیترانه‌ای است با تابستان‌های گرم و زمستان‌های معتدل. این جزیره به دلیل مناطق حاصلخیز خود، مانند دشت مِسارا (Mesara Plain)، و محصولات کشاورزی‌اش از جمله زیتون، شراب و لبنیات معروف است. زیرساخت‌های گردشگری در این جزیره به خوبی توسعه یافته‌اند و طیف وسیعی از اقامتگاه‌ها و جاذبه‌ها مانند کاخ مینوسی در کنوسوس (Knossos)، شهر قدیمی ونیزی خانیا و دره ساماریا را شامل می‌شود.
این جزیره تاریخ غنی‌ای دارد، از تمدن مینوسی‌ها گرفته تا نقش آن در جنگ جهانی دوم، از جمله نبرد کرِت در سال ۱۹۴۱. میراث فرهنگی کرِت شامل موسیقی سنتی، رقص‌هایی مانند پنتوزالی (Pentozali) و ادبیات نویسندگانی مانند نیکوس کازانتزاکیس است. جانوران و گیاهان این جزیره منحصر به فرد هستند و گونه‌هایی مانند کری‌کری (بز وحشی کرِتی) و موش کرِتی در آن یافت می‌شوند.
اقتصاد کرِت بر پایه خدمات، گردشگری و کشاورزی استوار است. این جزیره دارای درآمد سرانه بالاتری از میانگین یونان و نرخ بیکاری پایین است. بنادر بزرگ و یک شبکه مدرن بزرگراهی، شهرهای این جزیره را به هم متصل کرده و تجارت و گردشگری را تسهیل می‌کنند. برنامه‌های آینده شامل ساخت یک فرودگاه بین‌المللی جدید در کاستلی (Kasteli) و کابل‌های زیردریایی بالقوه برای اتصال انرژی است.
کرِت جزیره‌ای با تاریخ و فرهنگ غنی، چشم‌اندازهای متنوع، اقتصادی قوی و نقش مهم در صنعت گردشگری یونان است. میراث منحصر به فرد، زیبایی طبیعی و موقعیت استراتژیک آن، این جزیره را به بخشی حیاتی از منطقه مدیترانه تبدیل کرده است.

## تاریخچه
کرت مرکز کهن‌ترین تمدن در اروپا، تمدن مینوسی‌ها بوده است. گاه این جزیره را گهوارهٔ تمدن اروپا نیز می‌خوانند. برخی از دانسته‌ها در مورد کرت از افسانه تاریخ‌نگاران و شاعران یونانی همچون هومر باقی مانده است.
در زمان رومیان کرت درگیر جنگ‌های مهردادی شد. مارکوس آنتونیوس کرتیکوس در ۷۱ پیش از میلاد به این جزیره تاخت ولی ناکام ماند؛ سرانجام کوئینتوس کایچیلیوس متلوس، سردار رومی پس از سه سال و با سه لژیون توانست این جزیره را ضمیمهٔ روم کند. از این پس این جزیره بخشی از امپراتوری روم و در آینده امپراتوری بیزانس گردید تا اینکه در ۸۲۴ میلادی عرب‌ها بر کرت دست یازیدند. در ۹۶۰ میلادی بیزانسی‌ها کرت را باز پس گرفتند. در جنگ‌های صلیبی این جزیره چند بار دست‌به‌دست شد تا اینکه در ۱۶۶۹ امپراتوری عثمانی بر کرت چیره شد. محاصره کرت به دست عثمانی‌ها بیست و یک سال، درازترین محاصره در تاریخ به طول انجامید
در جنگ استقلال یونان، که از ۱۸۲۱ آغاز شد؛ مردمان کرت بسیار کوشا بودند و این جزیره صحنهٔ خشونت عثمانی‌ها گردید. در زمان استقلال یونان ۴۵ درصد مردمان این جزیره مسلمان بودند که بسیاری از آنان پس از آن به کیش پیشین خویش مسیحیت بازگشتند و بازماندهٔ مسلمانان نیز در ۱۹۲۴ در روند جابه‌جایی تبعه‌های دو کشور ترکیه و یونان از این جزیره بیرون رفتند.
در روند جنگ جهانی دوم کرت در مهٔ ۱۹۴۱ صحنهٔ نبرد کرت میان چتربازان آلمانی و نیروهای انگلیسی بود.

## نگارخانه

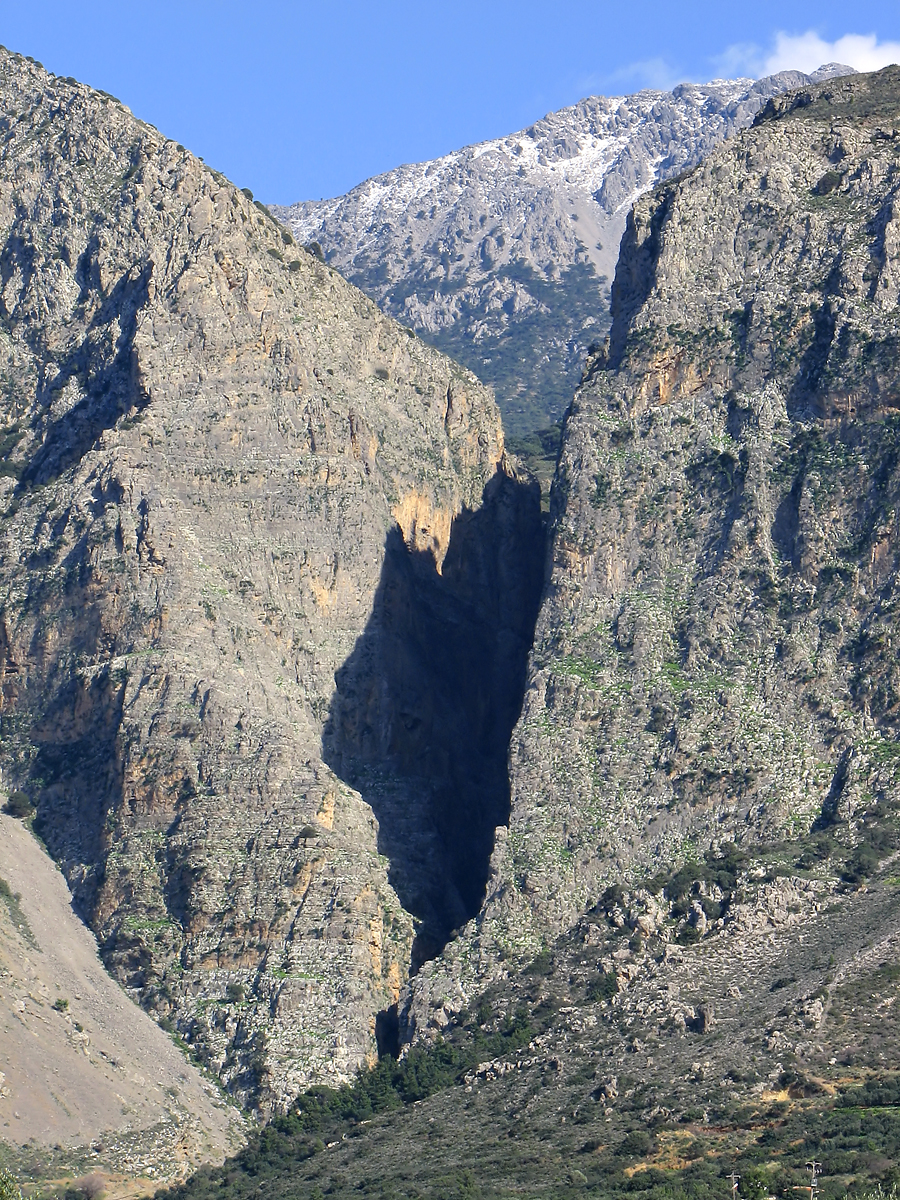
ژرف‌درهٔ‌ها (Χά)
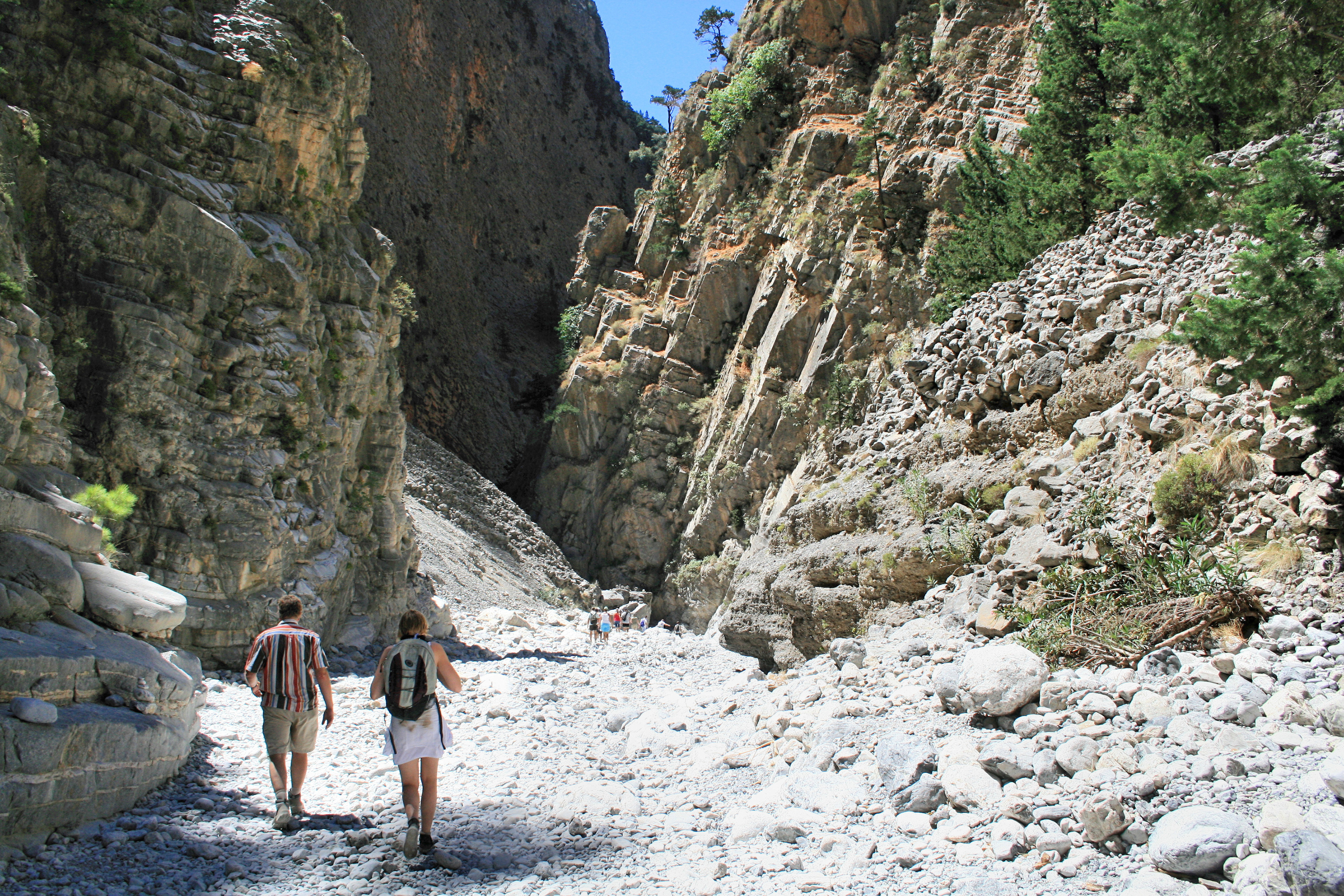
ژرف‌دره ساماریاس (Σαμαριάς)
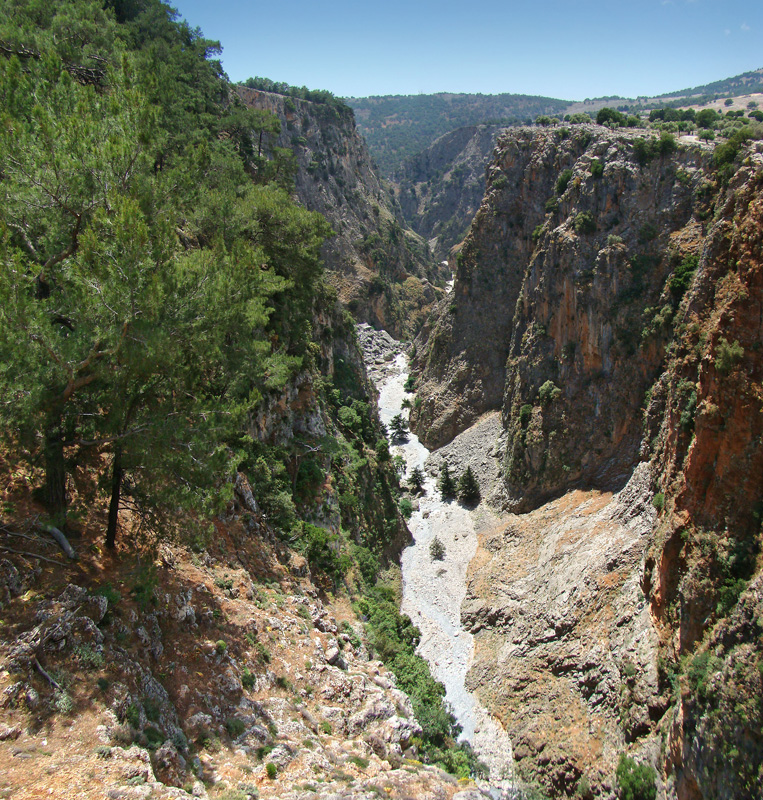
ژرف‌دره آرادِنا (Αράδαινας)
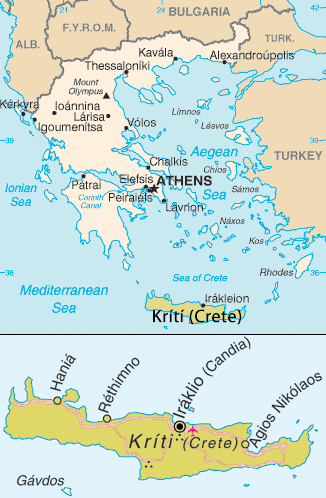
کرت و یونان
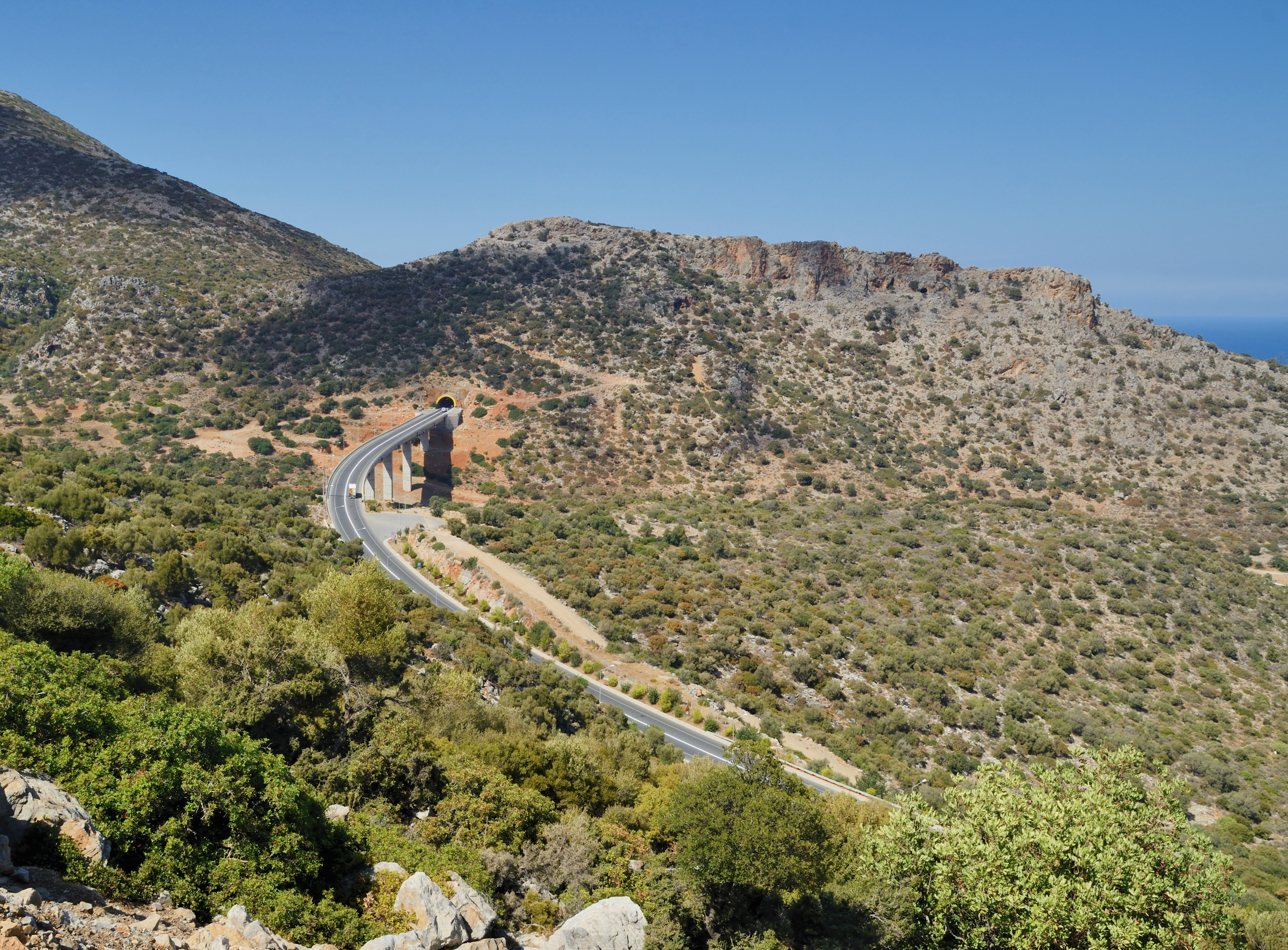
جاده ئی۷۵ یکی از جاده‌های اصلی اروپا؛ از وردو در نروژ تا سیتیا در کرت